# Natalie Pa'apa'a

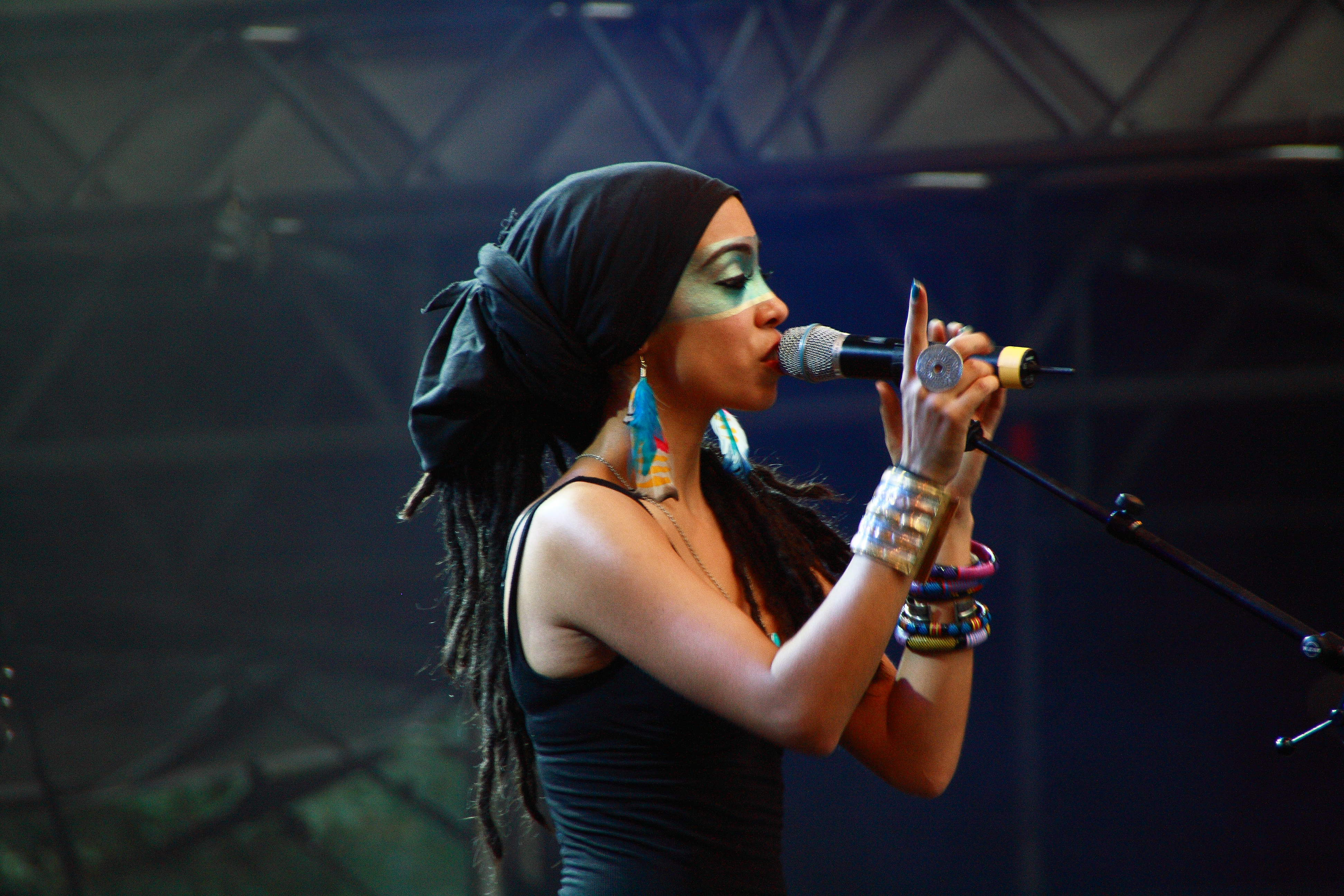
Natalie Pa'apa'a

Natalie Pa'apa'a ist eine australische Roots-Musikerin mit samoanischen und mexikanischen Wurzeln. Zusammen mit Carlo Santone gründete sie die australische Roots-Band Blue King Brown.

## Leben
Natalie Pa'apa'a wurde als Tochter eines mexikanischen Vaters und einer westsamoanischen Mutter in den USA geboren. Ein Jahr später zog sie mit ihrer Familie nach Melbourne und wuchs dort auf, bis sie 13 Jahre alt war. Danach besuchte sie die Highschool in Byron Bay, an der Nordküste von New South Wales. Dort begann sie anschließend ihre musikalische Karriere als Straßenmusikerin, was sie für die folgenden sieben Jahre blieb. Ursprünglich spielte sie mit Carlo als Percussion Duo und teilweise als Besetzung der Band Skin. Skin wurde zum Vorläuferprojekt von Blue King Brown. 
Natalie besuchte gemeinsam mit Carlo das Northern Rivers Conservatorium Arts Centre in Lismore, wo sie als Hauptfach Gitarre und er Bass studierte. 2004 siedelten die beiden nach Melbourne um. Dort konzentrierten sie ihre Arbeit in das 8-piece urban roots collective, heute Blue King Brown. Ihre Debüt-Single Water lief in den australischen Radiostationen in Heavy Rotation und gewann 2006 den AIR Chart award.
In den letzten Jahren wurde Natalie zunehmend zum Gesicht der Band.
2015 veröffentlichte sie als Nattalie Rize mit dem Reggae-Künstler Notis ein Solo-Album.

## Diskographie
- Nattalie Rize/Notis 2015: New Era Frequency, Album